# Mario Zaritzky
Mario Zaritzky (16 de diciembre de 1956, La Plata, Argentina) es un doctor en Medicina, científico e inventor argentino, y actualmente reside y trabaja como Profesor Asistente en la sección de Radiología pediátrica del Departamento de Radiología de la Universidad de Chicago en Chicago, Illinois, Estados Unidos. El Dr. Mario Zaritzky es Coordinador de la Red de Científicos Argentinos en Medio Oeste de Estados Unidos del Programa del Ministerio de Ciencia, Tecnología e Innovación Productiva de la República Argentina.

## Formación Profesional
Se graduó de médico en 1980, en la Universidad de La Plata, en Argentina, y obtuvo certificaciones como especialista en Cirugía Pediátrica, en 1987, y en Radiología Pediátrica, en 1998, Colegio de Medicina de la Provincia de Buenos Aires, Argentina.
Trabajó como Médico Cirujano y más tarde como Médico Radiólogo e Intervencionista en el Hospital de Niños “Sup. Sor María Ludovica” de la ciudad de La Plata, entre los años 1980 al 2004. De 2004 a 2006 fue Instructor en el Departamento de Radiología de la Universidad de Chicago en Chicago, Illinois. Y desde 2007 a la fecha se desempeña como Profesor Asistente en este mismo departamento.

## Medicina con Magnetos
Es el creador de un método que permite reparar malformaciones congénitas del esófago por medio de magnetos sin el uso tradicional de cirugía cuya idea original ha sido caracterizada como revolucionaria.
Mediante este procedimiento Annalise Dapo se convirtió en abril de 2015 en la primera paciente en los Estados Unidos en tener corregida su Atresia esofágica sin necesidad de cirugía. Dapo nació sin un tercio de su esófago, lo cual le impedía comer o tragar saliva dado que su boca y estómago no estaban conectados. Esta condición es común al presentarse en 1 de cada 80.000 nacidos.
La cirugía era el mecanismo tradicional de reparación del problema, hasta que el Dr. Mario Zaritzky, desarrolló este procedimiento basado en magnetos.

## Vida privada
Está casado y tiene dos hijos. Reside actualmente en la Ciudad de Chicago, Estados Unidos.

## Publicaciones
Ha publicado 14 artículos científicos con referato, capítulos en libros, ha sido disertante invitado en más de 65 conferencias, realizó 28 presentaciones orales, pósteres, y cuenta con dos patentes (utilización de magnetos para la reparación de atresia esofágica, EE.UU. 7.282.057 B2, octubre de 2007 y US 2013/0226205 A1 Agosto de 2013).